# Paisley (vzorování tkanin)

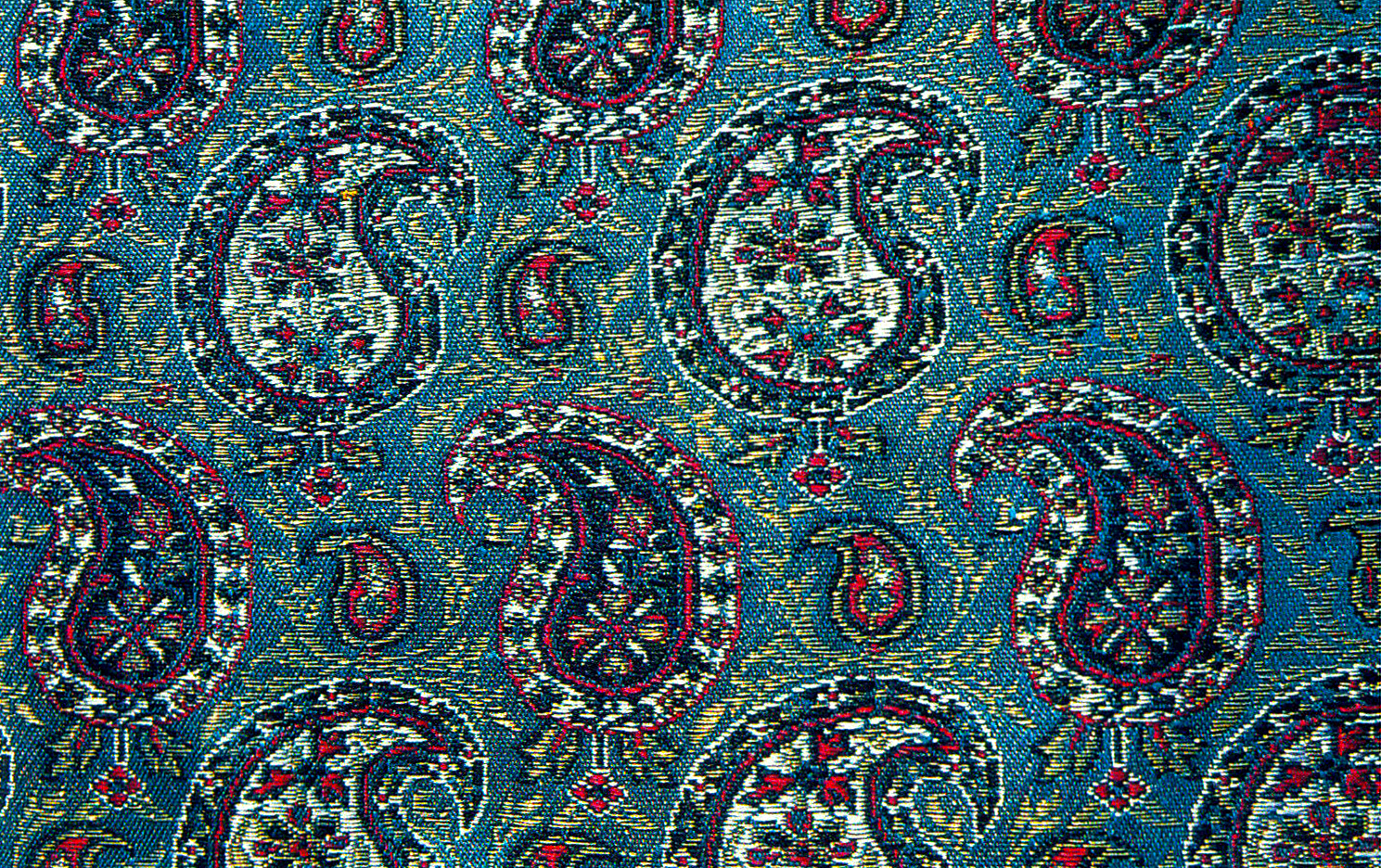
Paisley vyšívané stříbrnou a zlatou nití na perském hedvábném brokátu z roku 1963.

Kašmírový vzor nebo paisley [peizli] je orientální vzor látky, většinou s drobnými květinovými motivy, který se typicky používá pro kašmírové šály, později jako vzorování pro potištěné tkaniny v nejrůznějších módních variacích.

## Historie kašmíru

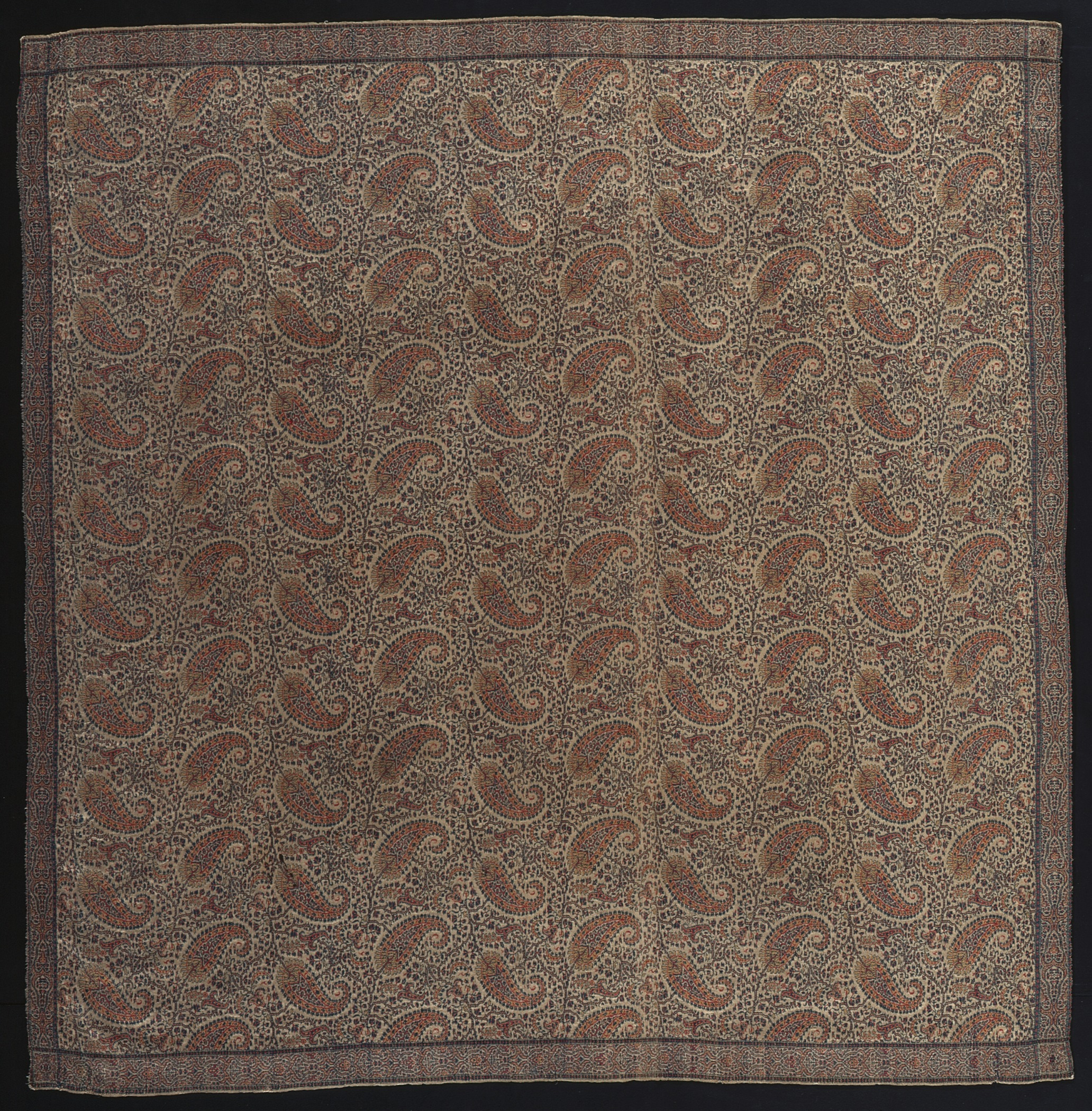
Skotské paisley asi z roku 1830 (tkané ze směsi vlna / hedvábí)

Za jedno z míst vzniku vzoru paisley je pokládán Babylon, podle jiných pramenů je to město Yazd v Íránu (650 n. l.). Ve 2. polovině 16. století se v indickém Kašmíru značně rozšířila výroba šálů tkaných s tímto vzorem, odkud se kolem roku 1800 dovážely ve větším množství do Evropy. Zdejší tkalci se brzy snažili napodobit kašmírské šály na žakárských strojích, což se z větší části podařilo asi od roku 1805 ve skotském Paisley. Tkaniny byly však jen ve dvou barvách, zatímco originál kašmír byl vícebarevný a příze byly většinou z hedvábí nebo směsí s vlnou. Výroba v Paisley se rozšířila tak, že v polovině 19. století tam bylo zaměstnáno až 6000 tkalců.
V roce 1840 byly paisley vzory patentovány jako jeden z prvních objektů z oboru výtvarnictví.

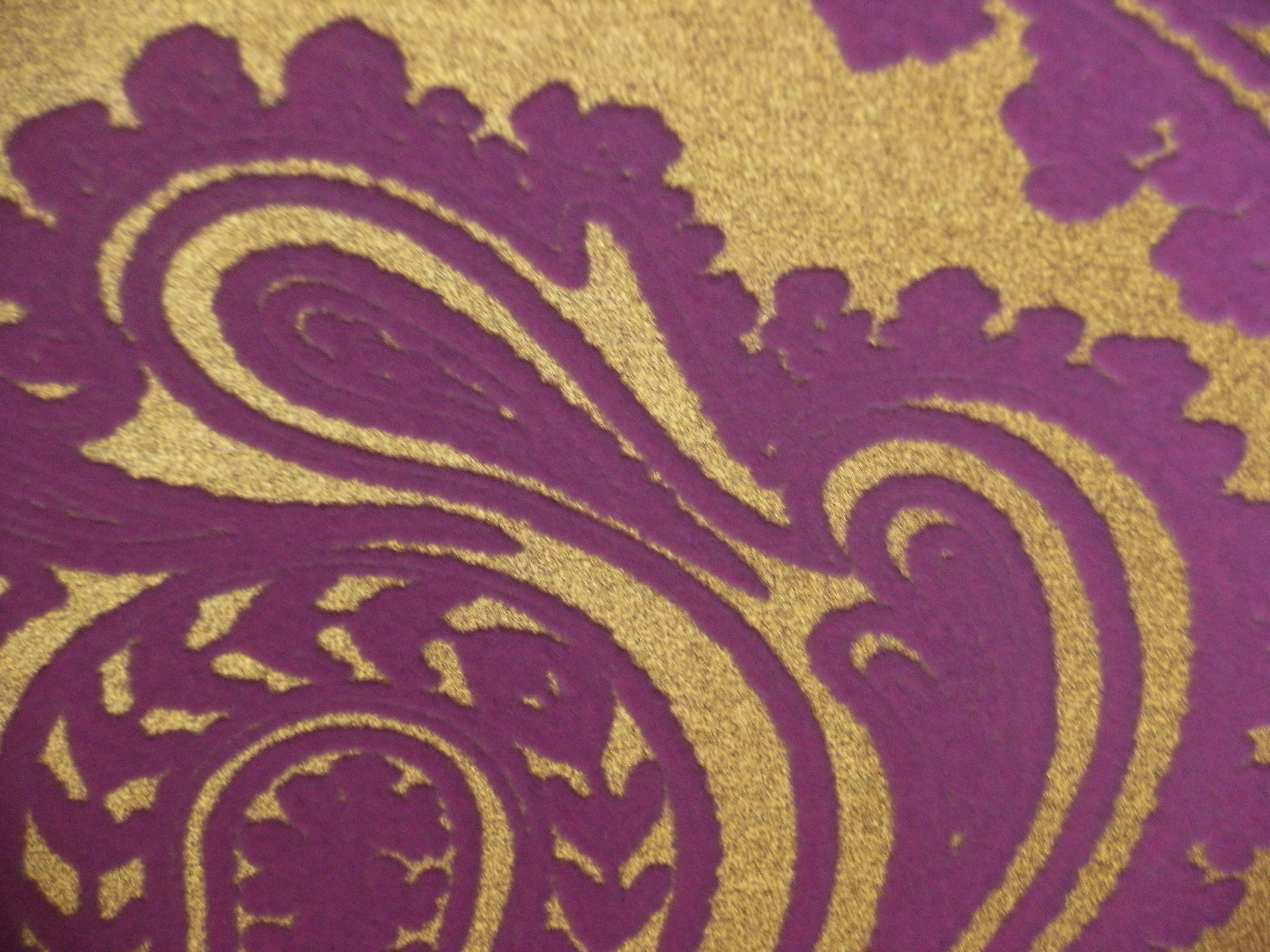
Paisley motiv na tapetě (povločkovaná textilie)

Koncem 19. století byly paisley vzory zhotovovány také tiskem nebo i vyšíváním a stále častěji aplikovány na svrchní oděvy. Po delší přestávce přišly paisley vzory na oděvech do módy v 60. letech 20. století jako symbol odporu proti společenské konvenci.
Ve 2. dekádě 21. století obsahují kolekce mnoha známých návrhářů, jako Gucci, Isabel Marant, Saint Laurent, (téměř všechny tištěné) paisley vzory na svrchním ošacení i na bytových textiliích.